# N129 (België)
De N129 is een gewestweg in de Belgische provincie Antwerpen. De weg verbindt de N120 in Antwerpen met de N180 in Antwerpen-Luchtbal. De lengte van de N129 bedraagt ongeveer 3 kilometer. De N129 is over de volledig lengte uitgevoerd met 2x2 rijstroken met middenberm. Tussen de afrit van Merksem en het kruispunt met de N180 Noorderlaan zijn er zelfs 3 tot 4 rijstroken per richting.
De N129 vormt een parallelweg voor verkeer tussen Noord-Antwerpen en Deurne, aangezien de afrit van de R1 Ring van Antwerpen aan het Sportpaleis maar half is uitgevoerd.

## Masterplan
In het kader van het Masterplan Mobiliteit Antwerpen voor een betere bevaarbaarheid van het Albertkanaal door containerschepen zullen de bruggen tussen Antwerpen en Wijnegem verhoogd worden en een nieuwe functie krijgen. De nieuwe Gabriël Theunisbrug zal een brug worden voor het openbaar vervoer en voor de afwikkeling van lokaal verkeer. Daar waar de N129 over de volledig nu nog is uitgevoerd als 2x2 rijstroken met middenberm, zal de doortocht over de brug voor het gewone verkeer nog maar over 1 rijstrook per richting verlopen, met in het midden een aparte bedding voor het openbaar vervoer. Het vrachtverkeer zal worden afgewikkeld door de nieuwe Deurnebrug op de N130.
In het kader van de Oosterweelverbinding zal het afrit- en opritcomplex Deurne opnieuw aangelegd worden als volledig knooppunt.

## N129a
De N129a is een 300 meter lange verbindingsweg in Merksem. Deze weg verbindt de N129 (Minister Delbekelaan) en de N1 (Bredabaan). De weg kreeg als naam "Frans de l'Arbrelaan".